# Gerhard Beenders
Gerhard Beenders (* 20. Mai 1939 in Wilhelmshaven) ist ein Brigadegeneral außer Dienst des Heeres der Bundeswehr.

## Leben
Nach dem Abitur 1959 trat Beenders in die Bundeswehr ein, durchlief als Offizieranwärter die Offizierausbildung zum Offizier des Truppendienstes der Fernmeldetruppe, wurde im März 1961 zum Leutnant befördert und hatte erste Verwendungen als Zugführer, Offizier für Militärisches Nachrichtenwesen und Personal (S2/S1) sowie Kompaniechef.
Von 1970 bis 1972 absolvierte Beenders den 13. Generalstabslehrgang Heer an der Führungsakademie der Bundeswehr in Hamburg, wo er zum Offizier im Generalstabsdienst ausgebildet wurde. Er war Fernmeldeoffizier im Hauptquartier der Allied Forces Central Europe der NATO, damals in Frankreich, wurde im Bundesministerium der Verteidigung verwendet, war Generalstabsoffizier für Planung, Ausbildung und Organisation (G3) der Panzerbrigade 3 in Nienburg/Weser, von 1977 bis 1978 Brigadefernmeldeoffizier sowie Kommandeur des Fernmeldebataillons 6 in Neumünster und Generalstabsoffizier zur besonderen Verwendung beim General außer Dienst Ulrich de Maizière von 1978 bis 1979. Er war Gruppenleiter IV 1 im Heeresamt in Köln, wurde im Oktober 1982 zum Oberst ernannt und war von 1988 bis März 1990 Fernmeldestabsoffizier im Supreme Headquarters Allied Powers Europe in Mons in Belgien.
Von April 1990 bis März 1995 war Beenders General der Führungstruppen und Abteilungsleiter IV im Heeresamt und ab April 1995 Abteilungsleiter III und General für die Führungsunterstützung im Heer im Heeresamt. Mit Ablauf des September 1999 wurde er in den Ruhestand versetzt.
Beenders ist verheiratet, evangelisch und hat zwei Kinder.